# Leptoclinides multilobatus
Leptoclinides multilobatus är en sjöpungsart som beskrevs av Kott 1954. Leptoclinides multilobatus ingår i släktet Leptoclinides och familjen Didemnidae. Inga underarter finns listade i Catalogue of Life.